# Wołycia (rejon pustomycki)
Wołycia (ukr. Волиця; hist. Pierwsza Wólka) – wieś na Ukrainie, w obwodzie lwowskim, w rejonie lwowskim (wcześniej w rejonie pustomyckim).